# مایکل بیچ
مایکل بیچ (انگلیسی: Michael Beach؛ زادهٔ ۳۰ اکتبر ۱۹۶۳) بازیگر اهل ایالات متحده آمریکا است. از فیلم‌هایی که وی در آنها نقش داشته است می‌توان به بازآیند، شهر ویران، دیدبان سوم، امور داخلی، نایت رایدر ۲۰۱۰، در انتظار بازدم، آخر خط، نیمه‌شب در چمن‌زار، داستان عاشقانه واقعی، آکوامن، اعتراف به گناه و اره ۱۰ اشاره کرد.